# Синяговский, Владимир Ильич
Влади́мир Ильи́ч Синяго́вский (Род. 9 августа 1948 г. станица Ново-Николаевская Красноармейского района Краснодарского края) — Депутат Государственной думы ФС РФ VII созыва, член комитета Госдумы по транспорту и строительству, член фракции «Единая Россия». С 2003 по 2016 год — глава администрации (мэр) города Новороссийска.

## Биография
В 16 лет поступил в Новороссийское профтехучилище № 7. Трудовую деятельность начал в феврале 1966 года армобетонщиком в СУ № 436, затем шофером автобазы треста «Новороссийскморстрой».
В марте 1967 года призван на действительную военную службу.
В 1969—1973 годах — учащийся сельскохозяйственного техникума (станица Брюховецкая Краснодарского края). По распределению направлен на работу в рисоводческий совхоз «Новопетровский» Славянского района Краснодарского края. С марта 1973 года по июль 1982 года — заведующий машинным двором, старший инженер, главный инженер-механик совхоза.
В 1982 году окончил факультет механизации сельского хозяйства Кубанского сельскохозяйственного института, два года отработал главным инженером-механиком управления сельского хозяйства Славянского райисполкома. В течение последующих пяти лет (1984—1989 г.г.) — директор рисосовхоза «Новопетровский». В 1989 году Владимира Ильича назначают председателем объединения «Агропромкоопснаб», генеральным директором объединения «Агропромтехника» г. Славянск-на-Кубани).
За это время его трижды избирают депутатом районного Совета народных депутатов, а в 1992 году он становится главой администрации Славянского района.
1996 год провел в «административной командировке», исполняя обязанности первого заместителя главы администрации Краснодарского края, первого заместителя председателя правительства Краснодарского края и генерального директора департамента сельского хозяйства и продовольственных ресурсов (город Краснодар).
С декабря 1996 года по ноябрь 2002 года — глава местного самоуправления г. Славянск-на-Кубани и Славянского района.
В 2002 году защитил диссертацию на соискание учёной степени кандидата сельскохозяйственных наук во Всероссийском научно-исследовательский институте риса.
В ноябре 2002 года Губернатор Кубани А. Н. Ткачев назначает Синяговского и. о. главы города-героя Новороссийска. 23 марта 2003 года избран главой города Новороссийска, 11 марта 2007 года был повторно избран главой Новороссийска, 5 марта 2012 года был избран главой Новороссийска в третий раз.
В сентябре 2016 года избран депутатом Государственной Думы от партии «Единая Россия» по одномандатному избирательному округу № 49.

## Законотворческая деятельность
С 2016 по 2019 год, в течение исполнения полномочий депутата Государственной Думы VII созыва, выступил соавтором 102 законодательных инициатив и поправок к проектам федеральных законов.

## Награды
- Медаль ордена «За заслуги перед Отечеством» II степени (2005)[3].
- Заслуженный работник сельского хозяйства РФ[3].
- Благодарность Президента РФ (2005)[3].
- Почётный гражданин города Новороссийска (2009)[3].
- Медаль «Герой труда Кубани» (7 августа 2008) — за высокие достижения в труде, выдающиеся вклад в социально-экономическое развитие Кубани и многолетнюю плодотворную работу[5].
- 20 июня 2011 года, в Оксфорде (Великобритания) В. И. Синяговский получил международную награду «Объединённая Европа» в области государственного управления и местного самоуправления награда, в номинации «За особый вклад в развитие континента»[6].